# Tropopterus duponcheli
Tropopterus duponcheli is een keversoort uit de familie van de loopkevers (Carabidae). De wetenschappelijke naam van de soort is voor het eerst geldig gepubliceerd in 1849 door Antoine Joseph Jean Solier.